# Frankenstraße 60 (Stralsund)

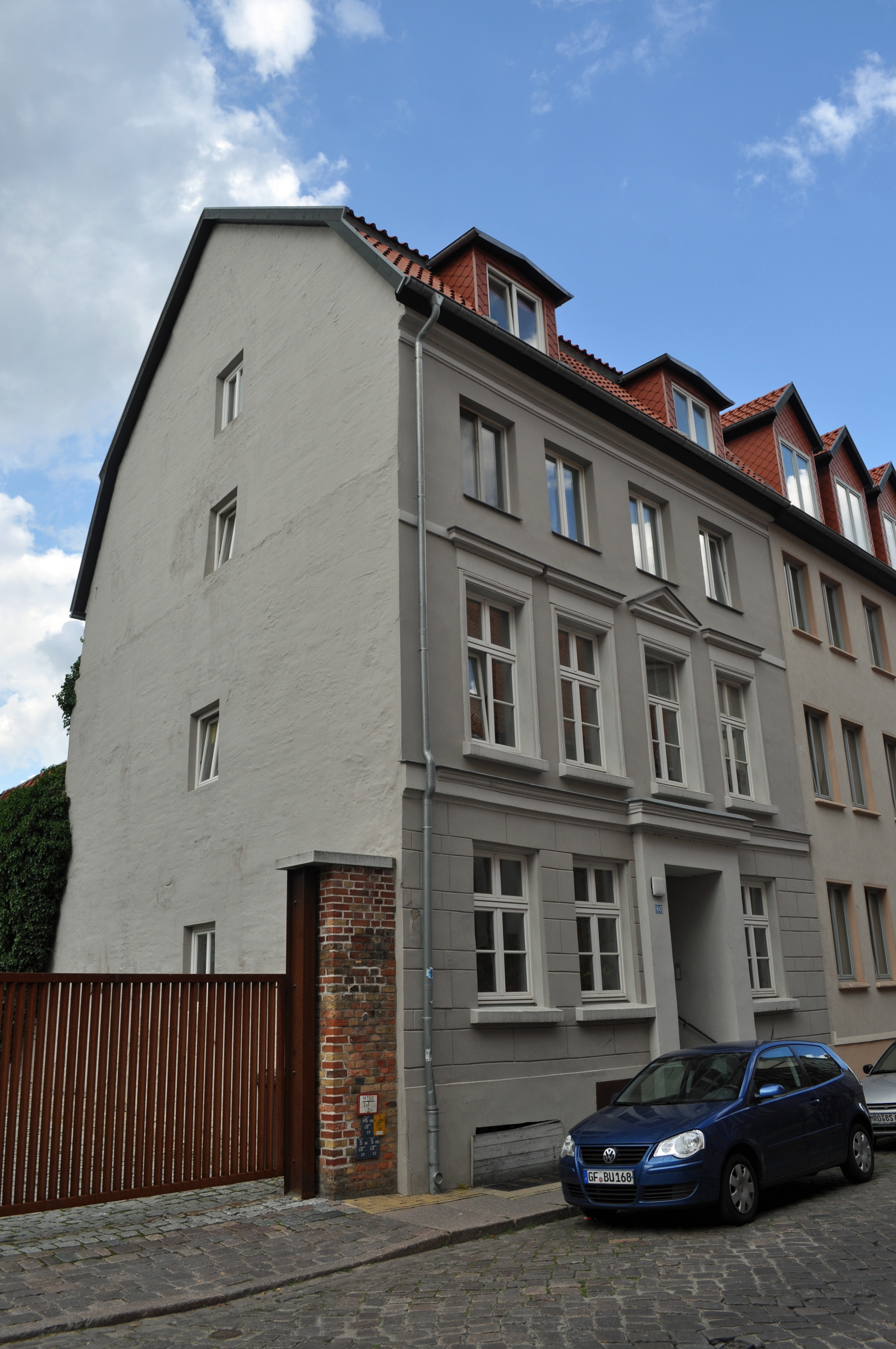
Das Haus Frankenstraße 60 Stralsund (2012)

Das Haus mit der postalischen Adresse Frankenstraße 60 ist ein unter Denkmalschutz stehendes Gebäude in der Frankenstraße in Stralsund.
Der dreigeschossige und vierachsige Putzbau mit Mansarddach wurde in der zweiten Hälfte des 19. Jahrhunderts errichtet. Der Eingang in der dritten Achse weist eine kräftige Rahmung und eine zweiflügelige, geschnitzte Tür aus der Zeit um 1830 auf.
Das Haus liegt im Kerngebiet des von der UNESCO als Weltkulturerbe anerkannten Stadtgebietes des Kulturgutes „Historische Altstädte Stralsund und Wismar“. In die Liste der Baudenkmale in Stralsund aus dem Jahr 1997 ist es mit der Nummer 249 eingetragen.